# Henry Chadwick (Sportjournalist)

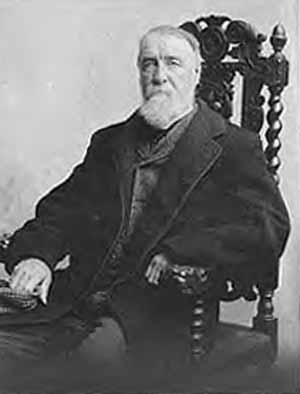
Henry Chadwick (ca. 1890)

Henry Chadwick (* 5. Oktober 1824 in Exeter, England; † 20. April 1908 in Brooklyn, New York City) war ein Sportjournalist und Historiker. Er begründete die Baseballstatistik und gilt als „Vater des Baseball“.

## Leben
Henry Chadwick wurde in England geboren (der spätere Sir Edwin Chadwick war sein Halbbruder), die Familie übersiedelte in die USA, als Henry zwölf Jahre alt war. Er kam mit den Ballsportarten Cricket, Rounders und dem eng verwandten Townball in Kontakt, sowohl als Spieler als auch als Reporter für örtliche Zeitungen. 1856  sah er zum ersten Mal ein Baseballspiel und konzentrierte sich fortan auf diese Sportart, veröffentlichte aber auch weiter über Cricket, Football und später über zahlreiche andere Sportarten.
1908 hatte er einen Autounfall und zog sich eine Lungenentzündung zu, an deren Spätfolgen er starb (als er kurz vor seinem Tod noch einmal aus einer Ohnmacht erwachte, erkundigte er sich zunächst nach dem letzten Baseballspiel zwischen Brooklyn und New York).

## Bedeutung für den Baseballsport
Chadwick führte zahlreiche Neuerungen im und rund um den Baseball ein. Insbesondere gilt er als Begründer der Baseballstatistik. Er veröffentlichte schon früh Spielergebnisse in sogenannten baseball guides und entwickelte den box score und einige wesentliche Kennziffern (z. B. batting average), die auch in der modernen Baseballstatistik (Sabermetrics) genutzt werden.
Chadwick war zudem Mitglied des Regelkomitees (rules committee) und verantwortete wichtige Baseball-Publikationen, darunter Beadle's Dime Base-Ball Player (Erastus and Irwin Beadle weiteten ihr Konzept des Groschenromans auf den Sport aus) und später den Official Base Ball Guide seines Freundes Albert G. Spalding. Mit Spalding führte er aber auch einen Disput um die Frage, ob Baseball englische Wurzeln (nämlich Rounders, so Chadwicks Meinung) habe, oder ob es sich um eine ursprünglich amerikanische Sportart handle (so die Auffassung von Spalding).
Bereits 1870 wurde Chadwick als „Vater des Baseballs“ bezeichnet, Präsident Theodore Roosevelt gratulierte ihm 1904 persönlich zum achtzigsten Geburtstag und er wurde 1938 posthum als einziger Journalist in die Baseball Hall of Fame aufgenommen.

## Werke (Auswahl)
- "Beadle's dime base-ball player." New York: Beadle and company, ab 1860
- "Beadle's dime book of cricket."New York: I. P. Beadle & co., ca. 1860
- "The Base ball players' book of reference...", New York: J. C. Haney & co., ab 1866
- "Beadle's dime book of cricket and football." New York: Beadle and company, 1866
- "Beadle's dime guide to skating and curling." New York: Beadle & company, 1867
- "Beadle's dime hand-book of yachting and rowing." New York: Beadle and company, ca. 1867
- "The Game of Base ball. How to Learn It, How to Play it, and How to Teach It. With Sketches of Noted Players." New York : G. Munro, 1868
- "Chadwick's base ball manual for 1871 : containing the revised rules of the game for the season of 1871, also the new constitution and by-laws of the National Association of Amateur Base Ball Players, together with a history of the rise and progress of the old National Association, and a full detailed report of the proceedings of the two conventions of 1871 : together with special articles on the newest points in pitching, batting, and fielding, also, records of principal clubs for 1869 and 1870." New York: American News Co., 1871.
- "De Witt's cricket guide, containing very full, plain and accurate information as to the best manner of bowling, batting and fielding, and giving all the rules regulating the game of cricket." New York: C. T. De Witt, 1879
- "Peck & Snyder's amateur score book, for the coming season." New York: Peck & Snyder, ca. 1883
- "The art of base ball batting." Illustrated by Geo. H. Benedict. New York, Chicago: A.G. Spalding & bros., ca. 1885
- "The art of fielding; with a chapter on base running." New York, Chicago: A. G. Spalding & bros., 1885 (Digitalisat)
- "Baseball", Philadelphia: J. B. Lippincott company, 1888
- "The game of chess." New York: American sports publishing co., 1895